# Известковый (Дивногорск)
Известковый — упразднённый посёлок в городском округе город Дивногорск Красноярского края России. Исключён из учётных данных в 2005 году.

## География
Поселок располагался на левом берегу реки Енисей в устье реки Караульной, на расстоянии приблизительно 1 км к северо-востоку от села Овсянка.

### Климат
Климат резко континентальный с большой годовой (38ºС) и суточной (12º-14ºС) амплитудой колебаний температуры воздуха. Температура воздуха. Средняя годовая температура воздуха положительная и составляет 0,5º — 0,6ºС. Самым холодным месяцем в году является январь — минус 17ºС, самым жарким является июль — плюс 18,4ºС. Абсолютный минимум минус 53ºС, абсолютный максимум плюс 36ºС. Переход температуры воздуха через 0º С осенью происходит в начале последней декады октября, весной в первой декаде апреля. Продолжительность безморозного периода 118 дней.

## История
Возник как посёлок при известковом заводе. Фактически расположен на территории Емельяновского района. в настоящее время на месте посёлка расположено СНТ.

## Население
В переписи 2002 года население учтено в составе посёлка Овсянка.